# Art Rider
Art Rider è una serie documentaria italiana condotta da Andrea Angelucci, prodotta nel 2020 da GA&A Productions in collaborazione con Rai Cultura.
La prima stagione è stata trasmessa dall'11 settembre 2020 in prima serata su Rai 5. La seconda stagione è stata trasmessa dal 18 giugno 2021 in prima serata su Rai 5. La terza stagione è in onda dal 26 ottobre 2022 in prima serata su Rai5.

## Trama
Sei puntate nelle quali l'archeologo Andrea Angelucci intraprende un viaggio alla scoperta dei luoghi più nascosti e sconosciuti - e spesso ignorati - d'Italia, fuori dagli itinerari solitamente battuti dai turisti. Nel suo viaggio, Angelucci raccoglie la sfida di scovare e raccontare l’arte nascosta che si cela dietro l’angolo, nel piccolo paese vicino a casa o fuori dagli itinerari solitamente battuti dai turisti. Inseparabile compagno di viaggio è il suo taccuino, un diario nel quale Andrea disegna e dipinge i panorami e le opere d’arte che scopre durante il suo itinerario.

## Produzione
La produzione della prima stagione di Art Rider è avvenuta nel 2020.

## Stagioni

### Prima stagione (2020)
| Episodio | TItolo                            | Prima TV          |
| -------- | --------------------------------- | ----------------- |
| 1        | Da Gabii a Subiaco                | 11 settembre 2020 |
| 2        | Da Pietravairano a Cancello       | 18 settembre 2020 |
| 3        | Da Tagliacozzo a Castelli         | 25 settembre 2020 |
| 4        | Dal Monte Amiata alla Valnerina   | 2 ottobre 2020    |
| 5        | Da Roma a Melfi                   | 9 ottobre 2020    |
| 6        | Da Monte D'Accoddi a Sant'Antioco | 16 ottobre 2020   |

### Seconda stagione (2021)
| Episodio | TItolo                             | Prima TV       |
| -------- | ---------------------------------- | -------------- |
| 1        | Da Ascoli Piceno ad Ancona         | 18 giugno 2021 |
| 2        | Da Chiusi all'isola di Montecristo | 25 giugno 2021 |
| 3        | Da Ardea a Gaeta                   | 2 luglio 2021  |
| 4        | Da Bassano del Grappa a Negrar     | 9 luglio 2021  |
| 5        | Da Sabbionara a Predaia            | 16 luglio 2021 |
| 6        | Da Sant'Ambrogio al Monte Rubello  | 23 luglio 2021 |

### Terza stagione (2022)
| Episodio | TItolo                           | Prima TV         |
| -------- | -------------------------------- | ---------------- |
| 1        | Venezia, la pietra e l'acqua     | 26 ottobre 2022  |
| 2        | Da Torcello a Monte San Michele  | 2 novembre 2022  |
| 3        | Da Manfredonia a Venosa          | 9 novembre 2022  |
| 4        | Da Castel San VIncenzo a Matrice | 16 novembre 2022 |
| 5        | Da Montelabate a Pergola         | 23 novembre 2022 |
| 6        | Roma: matrone, ninfe e vestali   | 30 novembre 2022 |